# Blendi Fevziu
Blendi Fevziu (Lushnjë, 18 maggio 1969) è un giornalista, conduttore televisivo e scrittore albanese.
Ideatore e conduttore televisivo del talk show albanese Opinion e giornalista albanese fa parte dell'ordine dei giornalisti della Repubblica. È anche uno scrittore.

## Biografia
Nel 1991 sì è laureato in lettere al'Università di Tirana. Il 5 gennaio 1991 ha partecipato alla fondazione del giornale Rilindja Demokratike (o Rinascita Democratica), che è stato il primo giornale libero dopo la dittatura comunista che controllava tutto, e quindi anche i media. Blendi Fevziu negli ultimi anni è considerato anche un ambasciatore dell’Albania, portando sui suoi canali social le bellezze ancora non scoperte del Albania.